# 本多桃
本多 桃（ほんだ もも、2000年（平成12年）11月15日- ）は、日本の熊本県を中心に活動するローカルタレント。元熊本放送専属ラジオカーリポーター。

## 略歴
熊本県生まれ。
熊本国府高校在学中の2016年10月、熊本市中央区水前寺で開催されているイベント企画「水まち水前寺」のひとつであった「水まち水前寺にぎわいまつり」にて行われた、高校生を対象にしたイメージガールコンテストで初代グランプリとなり、イメージガールとして1年程活動した。尚、熊本国府高校では生徒会長も務めていた。
その後一時期熊本放送（RKKラジオ）でニュースガールとしてアルバイトをしていたが、のちに同局の専属ラジオカーリポーター「ミミーキャスター」となり、2020年12月21日から2023年3月31日迄活動。「ミミーキャスター」初の2000年代生まれであり、後任2人は年上である為、2023年時点の現役ミミーキャスター及びOGでは最も若い。
「卒業」後は司会業等ローカルタレントとして活動している。

## 人物・エピソード
- 趣味は古墳・史跡巡り、ライブ鑑賞（特にアイドル）等。
- 特技は、学生時代の吹奏楽部所属時にも吹いていた[3]というフルート演奏等。
- 強度の近視で、普段はコンタクトレンズを常用している。

### ミミーキャスター時代のエピソード
- 先述のように近視であることから、歴代の「ミミーキャスター」としては珍しい眼鏡姿で活動する姿も時折みられた[5][6][7]（但しこの時期も、基本的にはコンタクトレンズを装用）。
- また、こちらも歴代のミミーキャスターでは珍しく髪色を様々なカラーに変えることが多く、紫寄りの紺やピンク[5]にしていることもあった。
- 浅利ありさ等と共に人命救助に関わり[9]、新聞に取り上げられたことがある[10]。
- 「桃共喰い事件[13]」に代表される様々なエピソードを残しており、「伝説のミミー」と呼ばれることもしばしばである。

## 現在の出演番組等

### ラジオ
RKKラジオ
- ラジオやってます（2024年7月 - ）
  - リポーターとして不定期出演。

## 過去の出演番組等

### ラジオ
RKKラジオ
- Yabaらじ - 第21期高校生パーソナリティ（2018年10月-12月）
- RKK新春歌祭り（単発特番、2023年1月1日）
  - 出演予定だった岩本実希の代理で､渡辺大輔とのコンビでリポーターとして出演[14]。